# Симонівська сільська рада (Гощанський район)
Си́монівська сільська́ ра́да — орган місцевого самоврядування в Гощанському районі Рівненської області. Адміністративний центр — село Симонів.

## Загальні відомості
- Симонівська сільська рада утворена в 1940 році.
- Територія ради: 36,025 км²
- Населення ради: 2 362 особи (станом на 2001 рік)
- Територією ради протікає річка Горинь.

## Населені пункти
Сільській раді підпорядковані населені пункти:
- с. Симонів
- с. Франівка

## Склад ради
Рада складається з 20 депутатів та голови.
- Голова ради: Ткачук Ніна Володимирівна
- Секретар ради: Крупська Раїса Дмитрівна

### Керівний склад попередніх скликань
| ПІБ                       | Основні відомості                                                                                       | Дата обрання | Дата звільнення |
| ------------------------- | --- | ------------ | --------------- |
| Жовнір Ростислав Павлович | Сільський голова, 1953 року народження, безпартійний                                                    | 26.03.2006   | 31.10.2010      |
| Жовнір Ростислав Павлович | Сільський голова, 1952 року народження                                                                  | 31.10.2010   | 28.02.2014      |
| Ткачук Ніна Володимирівна | Сільський голова, 1963 року народження, освіта середня загальна, Всеукраїнське об'єднання «Батьківщина» | 26.10.2014   |                 |

Примітка: таблиця складена за даними сайту Верховної Ради України